# 버진 레코드
버진 레코드(영어: Virgin Records)는 영국의 음반사로 EMI (현 유니버설 뮤직 그룹)의 산하에 속한다.

## 역사
- 1972년 : 리처드 브랜슨, 사이먼 드레이퍼 닉 파월이 설립한다.
- 1973년 : 제1회 발매 신보로 대히트 한 마이크 올드 필드의 "츄·벨"을 포함하여 4장의 앨범을 발매
- 1970년대 후반 : 레게 전문 레이블 프론트 라인(영어: Front Line)를 시작
- 1980년대 : 문화 클럽 등을 히트 시켜 그 후 메이저 지향이 강해지고 간다.
- 1987년 : 미국 법인 버진 레코드 아메리카(영어: Virgin Records America)설립 및 일본 후지 산케이 그룹이 자본 참가.
- 1992년 : EMI에 매각.
- 1997년 : EMI가 나리타 프로덕션을 인수.
- 2012년 : EMI가 유니버설 뮤직 그룹에 인수됨에 따라 유니버설 뮤직 그룹에 편입됨.

## 같이 보기
- 버진 그룹